# Всероссийский научно-исследовательский институт радиологии и агроэкологии
Всероссийский научно-исследовательский институт радиологии и агроэкологии (ФГБУ «Всероссийский научно-исследовательский институт радиологии и агроэкологии» НИЦ «Курчатовский институт») — ведущее и единственное в России федеральное государственное бюджетное научное учреждение Министерства науки и высшего образования Российской Федерации в области фундаментальных и прикладных исследований по сельскохозяйственной и общей радиобиологии и экотоксикологии, разработке технологий и систем ведения сельскохозяйственного производства при радиоактивном и химическом загрязнении земель в результате штатного функционирования, а также возможных чрезвычайных и аварийных ситуаций на предприятиях энергетики и промышленности.

## История
31 июля 1970 года Постановлением Совета Министров СССР № 625—195 был создан Всесоюзный научно-исследовательский институт сельскохозяйственной радиологии (ВНИИСХР) который входил в систему МСХ СССР с размещением в городе Обнинске.
С 1971 года институт начал решать проблемы устойчивости сельского хозяйства для различных сценариев возможного ядерного конфликта, велись разработки и усовершенствование средств и методов защиты сельскохозяйственных растений и животных от поражающих факторов ядерного взрыва и научно-исследовательские работы по новым методам использования изотопов, источников ионизирующих излучений и других средств атомной техники в сельском хозяйстве.
В 1979 году ВНИИСХР был инициатором и организатором Первой Всесоюзной конференции по сельскохозяйственной радиологии. В конференции участвовало более 450 учёных и специалистов, представляющих 150 учреждений МСХ СССР, министерств сельского хозяйства союзных республик, ВАСХНИЛ, АН СССР, МВССО СССР, Министерство здравоохранения СССР, Комитет по использованию атомной энергии СССР. Было представлено более 400 докладов, в том числе 32 — учёными института.
В 1980 году институт начал исследования в области ведения растениеводства в условиях загрязнения продуктами деления и радиационной защиты животных на следе ядерного облака, началась разработка и внедрение методов, технологических процессов с использованием радионуклидов и других физических факторов.
С 1986 года ВНИИСХР является ведущим центром по ликвидации последствий аварии на Чернобыльской АЭС в сельском хозяйстве, были разработаны системы и технологии ведения сельского хозяйства в различных зонах загрязнения, системы радиационного мониторинга и контроля, внедрены защитные технологии возделывания сельскохозяйственных культур, разработаны специальные препараты и сорбенты, снижающие накопление радионуклидов в продукции животноводства, а также способы технологической переработки сельскохозяйственного сырья.
9 октября 1991 года Приказом министра сельского хозяйства СССР № 1006/51-ПК институт передан в ведение РАСХН. 20 мая 1992 года Приказом Президента РАСХН № 48 ВНИИСХР переименован во Всероссийский научно-исследовательский институт сельскохозяйственной радиологии и агроэкологии (ВНИИСХРАЭ). 
23 сентября 2015 года Приказом директора ФАНО России № 479 ВНИИСХРАЭ переименован в Федеральное государственное научное учреждение «Всероссийский научно-исследовательский институт радиологии и агроэкологии» (ФГБНУ ВНИИРАЭ).
В 2022 году институт вошел в состав Национального исследовательского центра «Курчатовский институт».

## Директора института
- Корнеев, Николай Андреевич (1973—1989)
- Алексахин, Рудольф Михайлович (1989—2015)
- Санжарова, Наталья Ивановна (2015—2020)
- Карпенко, Евгений Игоревич (врио 2020 — 2025)
- Варлачев, Александр Валерьевич (2025 — по н.в.)[6]